# Az Egyesült Arab Emírségek emírségeinek zászlói
Ez a galéria az Egyesült Arab Emírségek 7 emírségének zászlóit mutatja be.

Abu-Dzabi
Adzsmán
Dubaj
Fudzsaira
Rász al-Hajma
Sardzsa
Umm al-Kuvajn